# 阿巴雷 (大西洋卢瓦尔省)
阿巴雷（法語：Abbaretz，法語發音：[abaʁɛ] ⓘ）是法国大西洋卢瓦尔省的一个市镇，位于该省北部，属于沙托布里扬-昂斯尼区。

## 地理
阿巴雷（47°33'9"N, 1°31'54"W）面积61.76 平方千米，位于法国卢瓦尔河地区大区大西洋卢瓦尔省，该省份为法国西北部沿海省份，位于布列塔尼半岛东南部，北起伊勒-维莱讷省，西北接莫尔比昂省，西临大西洋，南至旺代省，东临曼恩-卢瓦尔省。
与阿巴雷接壤的市镇（或旧市镇、城区）包括：伊塞、埃德尔河畔茹埃、布列塔尼地区拉梅耶赖、诺宰、皮瑟勒、萨夫雷、特雷菲约。
阿巴雷的时区为UTC+01:00、UTC+02:00（夏令时）。

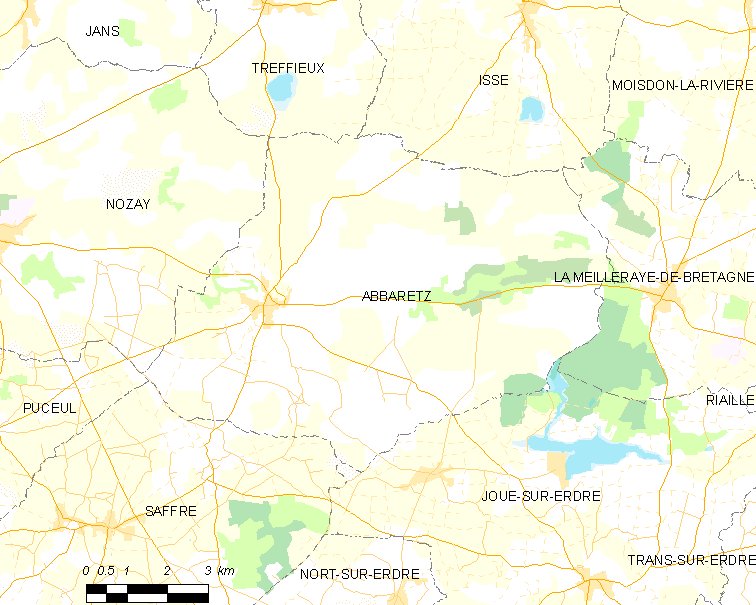
阿巴雷的OSM定位图

## 行政
阿巴雷的邮政编码为44170，INSEE市镇编码为44001。

## 政治
阿巴雷所属的省级选区为盖姆内庞福县。

## 交通
大西洋卢瓦尔省省道D1线、D2线、D24线、D35线在市中心交汇，D69线经过境内东部。阿巴雷站停靠南特—沙托布里扬的Tram-train列车。

## 人口

1962-2008年间阿巴雷人口变化图示

阿巴雷于2022年1月1日时的人口数量为2052人。